# Stafford Cripps
Richard Stafford Cripps, né le 24 avril 1889 à Londres et mort le 21 avril 1952 à Zurich, est un homme politique et diplomate britannique. Ambassadeur en Union soviétique de 1940 à 1942, puis Chancelier de l'Échiquier de 1947 à 1950, il est l'une des principales figures du gouvernement travailliste du premier ministre Clement Attlee après la Seconde Guerre mondiale. Il participe ainsi à la mise en place de l'État-providence (en anglais, the welfare state).

## Études et carrière professionnelle
Il est le fils de Charles Cripps, député conservateur qui rejoint ensuite le Parti travailliste en 1923, et le neveu de l'influente chercheuse et intellectuelle socialiste Beatrice Webb (sœur de sa mère). Il effectue de brillantes études de chimie à l'University College de Londres, décrochant un master, et devient un temps chercheur en chimie, tout en poursuivant des études de droit. Il devient finalement barrister (avocat plaidant) en 1913,,. Il travaille pour la Croix-Rouge française durant la Première Guerre mondiale, conduisant des camions, puis reprend son métier d'avocat à la fin de la guerre, se spécialisant en droit des sociétés. Il obtient le titre honorifique de « conseiller du roi » (King's Counsel), qui récompense les avocats expérimentés, en 1927, puis est nommé solliciteur général en 1930, et fait chevalier, devenant Sir Stafford Cripps. À la fin des années 1930, il cesse ses activités d'avocat pour se consacrer pleinement à la politique.

## Débuts en politique: les années 1930
Il rejoint le Parti travailliste en 1929.
En janvier 1931, alors que son père est Lord Président du Conseil dans le gouvernement travailliste du premier ministre Ramsay MacDonald, Stafford Cripps est élu député de Bristol à la Chambre des communes lors d'une élection partielle. En août 1931, toutefois, MacDonald forme un gouvernement d'unité nationale avec les conservateurs pour faire face à la Grande Dépression, ce qui lui vaut d'être exclu du Parti travailliste. La plupart des travaillistes, dont les Cripps père et fils, refusent de participer à ce gouvernement. Ancré à la gauche du parti, devenu marxiste et chantre de l'Union soviétique, Stafford Cripps co-fonde en 1932 la Ligue socialiste à l'intérieur du parti, aux côtés notamment de Clement Attlee, Aneurin Bevan, Harold Laski, Ellen Wilkinson et Barbara Betts. Il devient président de la Ligue en 1933. Dans les années 1930, comme les autres membres de la Ligue, il est favorable à un rapprochement avec le Parti communiste de Grande-Bretagne, à la fois pour unir leurs forces en vue d'une réponse socialiste à la crise sociale et économique, et pour constituer un front uni face à la montée du fascisme en Europe continentale, ainsi qu'à l'Union des fascistes britanniques. En 1936, il participe ainsi à une grande « marche de la faim » des travailleurs pauvres et des chômeurs. La même année, avec ses camarades députés socialistes tels que Clement Attlee, il en appelle en vain au gouvernement conservateur de Stanley Baldwin pour venir en aide aux républicains espagnols, assaillis par les fascistes dans la Guerre d'Espagne. En janvier 1937, il co-fonde l'hebdomadaire The Tribune avec le parlementaire travailliste George Strauss, principalement pour appeler à l'union des gauches face au fascisme en Europe.
En mars 1937, le Parti travailliste se dissocie de la Ligue socialiste, et il est question d'expulser Cripps du parti. En mai, Cripps dissout la Ligue, à regret. Pour autant, il ne renonce pas à ses positions. Avec Aneurin Bevan, il participe à des réunions publiques aux côtés de communistes pour dénoncer la politique d'apaisement menée par le premier ministre conservateur Neville Chamberlain vis-à-vis de l'Allemagne nazie. Cripps, comme une minorité de personnalités politiques de tous bords, prône au contraire une politique de fermeté face aux nazis. Son refus de se dissocier des communistes mène à son expulsion du Parti travailliste en mars 1939, avec Bevan. Il n'est réadmis qu'en novembre, à condition de ne plus s'opposer en public à la ligne du parti.

## La Seconde Guerre mondiale
À l'entame de la Seconde Guerre mondiale, Cripps se rend en Inde, pour y étudier la faisabilité d'une politique d'autonomie, qui accorderait aux Indiens la possibilité de se gouverner eux-mêmes à l'intérieur de l'Empire britannique. Il est « chaleureusement reçu » par Jawaharlal Nehru, l'une des figures de proue du nationalisme indien, mais sa visite n'a aucun aboutissement concret. Il visite ensuite la Chine, où il « se lie d'amitié avec Tchang Kaï-chek », puis l'Union soviétique, où il rencontre le ministre des Affaires étrangères Viatcheslav Molotov. En juin 1940, le nouveau premier ministre britannique, Winston Churchill, le nomme ambassadeur britannique en Union soviétique, poste qu'il occupe jusqu'en janvier 1942. Churchill espère naturellement que les sympathies marxistes de Cripps mèneront à une bonne entente avec les Soviétiques, et en tant qu'ambassadeur il négocie en effet l'établissement de l'alliance britannico-soviétique, à la suite de l'attaque allemande contre l'URSS en juin 1941,.
Bien qu'absent du Royaume-Uni, Cripps y demeure populaire. Un sondage en 1941 indique que 34 % des Britanniques souhaiteraient qu'il soit le prochain premier ministre, plus que pour toute autre personnalité travailliste. De retour au Royaume-Uni début 1942, il est perçu comme le seul premier ministre potentiel crédible, qui puisse rivaliser avec Churchill. En février, Churchill l'intègre ainsi à son gouvernement d'unité nationale, où le chef des travailliste, Clement Attlee, occupe le poste de vice-premier ministre. Cripps devient Lord du Sceau Privé et Leader de la Chambre des communes (c'est-à-dire ministre chargé des relations avec le parlement). En mars, Churchill l'envoie à nouveau en Inde, cette fois pour y négocier avec les nationalistes leur soutien à l'effort de guerre britannique, contre la promesse d'une autonomie indienne après la guerre. Les négociations n'aboutissent pas, et le mouvement nationaliste du Congrès national indien se radicalise. En août, Mohandas Gandhi lance son mouvement « Quit India », pour une indépendance unilatérale de l'Inde. Cripps ressort politiquement affaibli de cet échec, et se retrouve rétrogradé au poste de ministre de la Production aérienne, dans le cadre de l'effort de guerre.

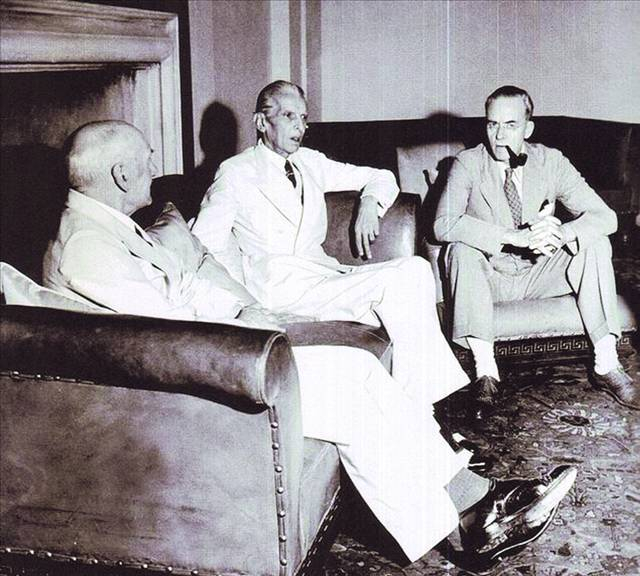
Stafford Cripps avec Ali Jinnah et Lord Pethick-Lawrence

## Après la Guerre
Les élections générales de juillet 1945 sont une victoire sans précédent pour les travaillistes. Clement Attlee devient premier ministre. Désormais, l'indépendance de l'Inde semble inévitable, et Attlee y est favorable, souhaitant qu'elle se déroule de façon amicale. Il envoie une nouvelle fois Stafford Cripps (devenu ministre du commerce) négocier avec les nationalistes, dont Gandhi, Nehru et Ali Jinnah. Cripps, admirateur de l'Inde, s'est en effet lié d'une réelle amitié avec Nehru. Malgré la volonté de la délégation britannique (Stafford Cripps, Albert Alexander et Lord Pethick-Lawrence) et de Gandhi de préserver l'unité de l'Inde, celle-ci est finalement divisée en deux pays (l'Inde et le Pakistan) à l'initiative de la Ligue musulmane. Cripps a toutefois joué un rôle important dans son accès à l'indépendance le 15 août 1947, dans des conditions qui posent les fondements d'une entente britannico-indienne au sein du Commonwealth.
Le 13 novembre 1947, Cripps est nommé Chancelier de l'Échiquier, l'un des plus hauts postes au gouvernement. Il a devant lui l'imposante tâche de la reconstruction économique du Royaume-Uni dans l'après-guerre, ainsi que du financement du nouvel État-providence. Il mène une politique d'austérité économique : accroissement des impôts, contrôle des dépenses publiques, gel des salaires dans le service public. Il enracine un consensus durable en faveur du keynésianisme. Un emprunt substantiel auprès des États-Unis permet, dans le même temps, de financer les dépenses requises par les nouvelles politiques sociales ambitieuses du gouvernement. Au cours de ses trois années à la tête des finances publiques, Cripps rétablit une économie saine et produit systématiquement des budgets excédentaires. Une dévaluation de la livre sterling dope les exportations, et en 1950 le Royaume-Uni annonce qu'il peut se passer, plus tôt que prévu, de toute aide américaine supplémentaire. Pour l'historien Kenneth Morgan, Cripps a su protéger le Royaume-Uni des crises financières de l'après-guerre, tout en préservant l'essence du socialisme travailliste ; la réussite de ses politiques est celle de la « planification démocratique ». Cripps termine ainsi sa carrière sur un succès - bien qu'il demeure profondément associé, dans l'esprit des Britanniques, aux rigueurs de sa politique d'austérité.
Sérieusement malade, il démissionne du gouvernement et du Parlement le 20 octobre 1950, pour se concentrer sur sa convalescence dans une clinique à Zurich. Le travailliste Tony Benn est élu pour lui succéder à son siège de parlementaire de Bristol, marquant le début de la carrière de l'une des nouvelles figures emblématiques de l'aile gauche du parti. Resté fidèle à ses convictions, Cripps est élu à la présidence de la Société fabienne, think tank socialiste britannique dont est issue en partie le mouvement politique travailliste, en 1951. Il décède à Zurich le 21 avril 1952.

## Personnalité
En 1941, lors d'un entretien à la radio, George Orwell brosse le portrait suivant de Stafford Cripps :
« [I]l a vécu avec une extrême simplicité, versant la majeure partie de ses revenus d'avocat à la cause du socialisme et en soutien à son journal hebdomadaire socialiste, the Tribune. C'est un homme d'une grande austérité personnelle, végétarien, qui ne boit jamais, d'un christianisme pieux et pratiquant. Il est d'une telle simplicité dans ses habitudes qu'on le voit chaque matin prenant son petit déjeuner dans un restaurant bon marché, au milieu de travailleurs et d'employés de bureau. […] La chose la plus remarquable au sujet de Sir Stafford Cripps, toutefois, a toujours été son refus catégorique de compromettre ses principes politiques. Il a parfois fait des erreurs, mais même son pire ennemi n'a jamais pu suggérer qu'il s'intéresse de quelconque manière à l'argent, à la popularité ou au pouvoir personnel. »